# Çapağan
Çapağan è un comune dell'Azerbaigian situato nel distretto di Şəki. Conta una popolazione di 315 abitanti.